# Francesco Musotto (1947)
Pour les articles homonymes, voir Musotto.
Ne doit pas être confondu avec Francesco Musotto (1881-1961).
 (20 août 2025).
Le texte peut changer fréquemment, n’est peut-être pas à jour et peut manquer de recul. N’hésitez pas à participer, en veillant à citer vos sources.
Francesco Musotto, né à Palerme 1er février 1947 et mort le 20 août 2025 dans la même ville, est un homme politique italien.

## Biographie
Francesco Musotto est le fils du professeur de droit Giovanni Musotto, député socialiste de 1968 à 1976, et le petit-fils du premier Haut commissaire pour la Sicile⁣⁣, Francesco Musotto, également élu député, avec le Parti national fasciste en 1924, puis avec le Parti socialiste italien après la guerre. 
Après des études chez les jésuites de l'Institut Gonzague de Palerme, il obtient comme eux laurea en droit à l'université de Palerme où il côtoie Leoluca Orlando, Sergio D'Antoni, Vito Riggio et Carlo Vizzini.

### Débuts professionnels et politiques
Francesco Musotto exerce comme avocat pénaliste. Dans les années 1970, il défend pour le compte du Soccorso rosso militante (it), des Brigades rouges (dont Renato Curcio)  et des militants d'extrême gauche, notamment lors de la mutinerie de la prison de Termini Imerese en 1979, durant laquelle il sert de médiateur avec les forces de l'ordre coordonnées par le général Carlo Alberto Dalla Chiesa. Puis, il se constitue sa clientèle dans les années 1980.
Membre du Parti socialiste italien, proche de Salvatore Lauricella, il est le premier non élu socialiste aux élections régionales de 1981 en Sicile. Il remplace Filippo Fiorino, élu à la Chambre des députés, comme membre de l'Assemblée régionale sicilienne le 18 mai 1983 jusqu'à la fin de la IXe législature régionale, en mai 1986. Il n'est pas réélu lors des élections régionales de 1986. Il est également sous ces couleurs conseiller municipal à Pollina et Cefalù.
Sous les couleurs de Forza Italia dont il est l'un des fondateurs en Sicile, il est élu président de la province de Palerme en juin 1994.
Comme avocat, il défend également des membres de la mafia et représente les intérêts de l'entrepreneur Salvatore Sbeglia accusé d'avoir fourni la télécommande de l'attentat de Capaci contre le juge Giovanni Falcone. Il a aussi siégé au Conseil de justice administrative de la Région sicilienne.

### Enquête pour association mafieuse
Francesco Musotto est démis de sa fonction électorale après son arrestation en novembre 1995 pour participation à une association mafieuse, accusé notamment par 10 repentis d'avoir rencontré des chefs mafieux dont Leoluca Bagarella et d'avoir « aidé les fugitifs, fourni des opportunités de gagner de l'argent public, assuré un soutien logistique même lors de l'accomplissement de crimes graves... ». Forza Italia organise une manifestation devant le palais de justice contre cette arrestation. 
Il est incarcéré à la prison de l'Ucciardone durant quatre mois et libéré après réexamen du dossier.
Il est acquitté des charges de complicité extérieure, d'association mafieuse et de banqueroute en première instance (avril 1998), en appel (juillet 1999) et en cassation (avril 2001). Son frère Cesare est condamné en première instance, et sa culpabilité confirmée avec une peine réduite en deuxième instance à cinq ans d'emprisonnement. Cesare est condamné également en 2000 à 2 ans et 6 mois d'emprisonnement et plus d'un million et demi d'amende pour avoir conservé des armes à feu chez lui pour le parrain Leoluca Bagarella.

### Président de la province de Palerme et député européen
Quelques semaines après avoir été innocenté en première instance, Francesco Musotto retrouve la présidence de la province en juin 1998, et la conserve jusqu'en juin 2008. Il est par ailleurs élu député européen en 1999, obtenu plus de voix que Marcello Dell'Utri.
Acquitté de toutes les charges pesant contre lui, il se présente comme un symbole des hommes politiques victimes des abus du pouvoir judiciaire. Pressenti pour représenter Forza Italia aux  des élections municipales de 2001 à Palerme, il est écarté par Gianfranco Miccichè au profit du député Diego Cammarata mais décide de maintenir sa candidature en dissidence, ce qui entraine son exclusion de Forza Italia. Il obtient 18,5 % des voix.

### Membre de l'Assemblée régionale sicilienne
Réélu en 2004, Francesco Musotto démissionne du Parlement européen pour retrouver les bancs de l'Assemblée sicilienne lors de la XVe législature (2008-2012), élu sur la liste du Le Peuple de la liberté. Mais en octobre 2008, il rejoint le Mouvement pour les autonomies du président Raffaele Lombardo dont il est désigné chef du groupe à l’ARS huit mois plus tard.
En mai 2012, il est exclu par Raffaele Lombardo du groupe de l'Assemblée régionale et du parti après que, lors des élections municipales de 2012 à Palerme, il a tenu des propos favorables envers Leoluca Orlando et assisté à une réunion de soutien à Massimo Costa, tous les deux adversaires du candidat du MpA, Alessandro Arico.
Après avoir quitté l'ARS en septembre 2012, il se consacre à son exploitation agricole près de Pollina. La Cour des comptes lui réclame 700 000 euros de dommages et intérêts fiscaux pour détournement de fonds publics.